# 埃及德国汽车公司
埃及德国汽车公司成立于1996年，是由戴姆勒-奔驰和企业家萨米汉纳共同出资成立。 该公司坐落在埃及十月六日城。

## 主要产品

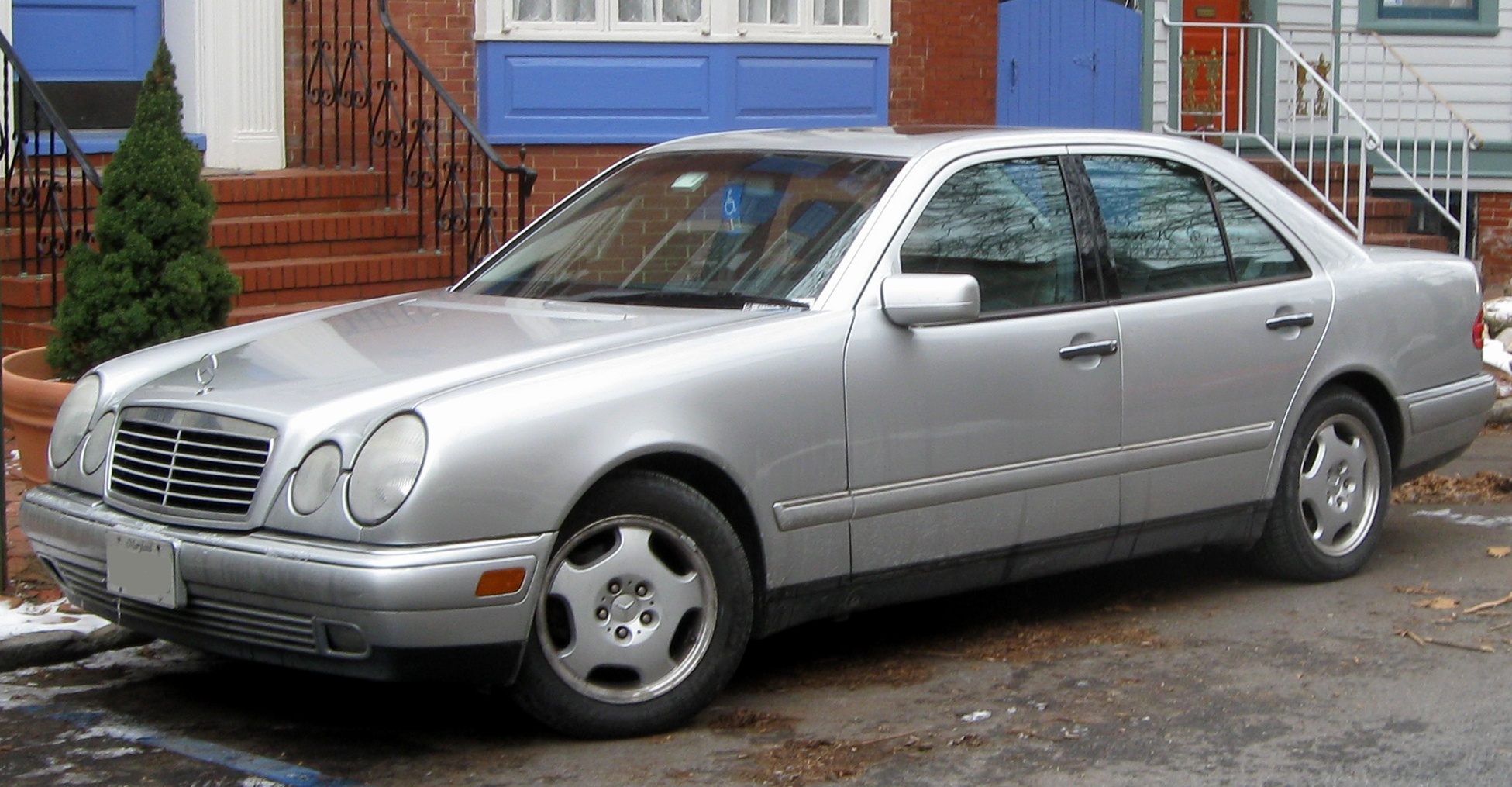
Mercedes-Benz E Class 梅赛德斯-奔驰E级 1997–2002 成套散件裝配 ?
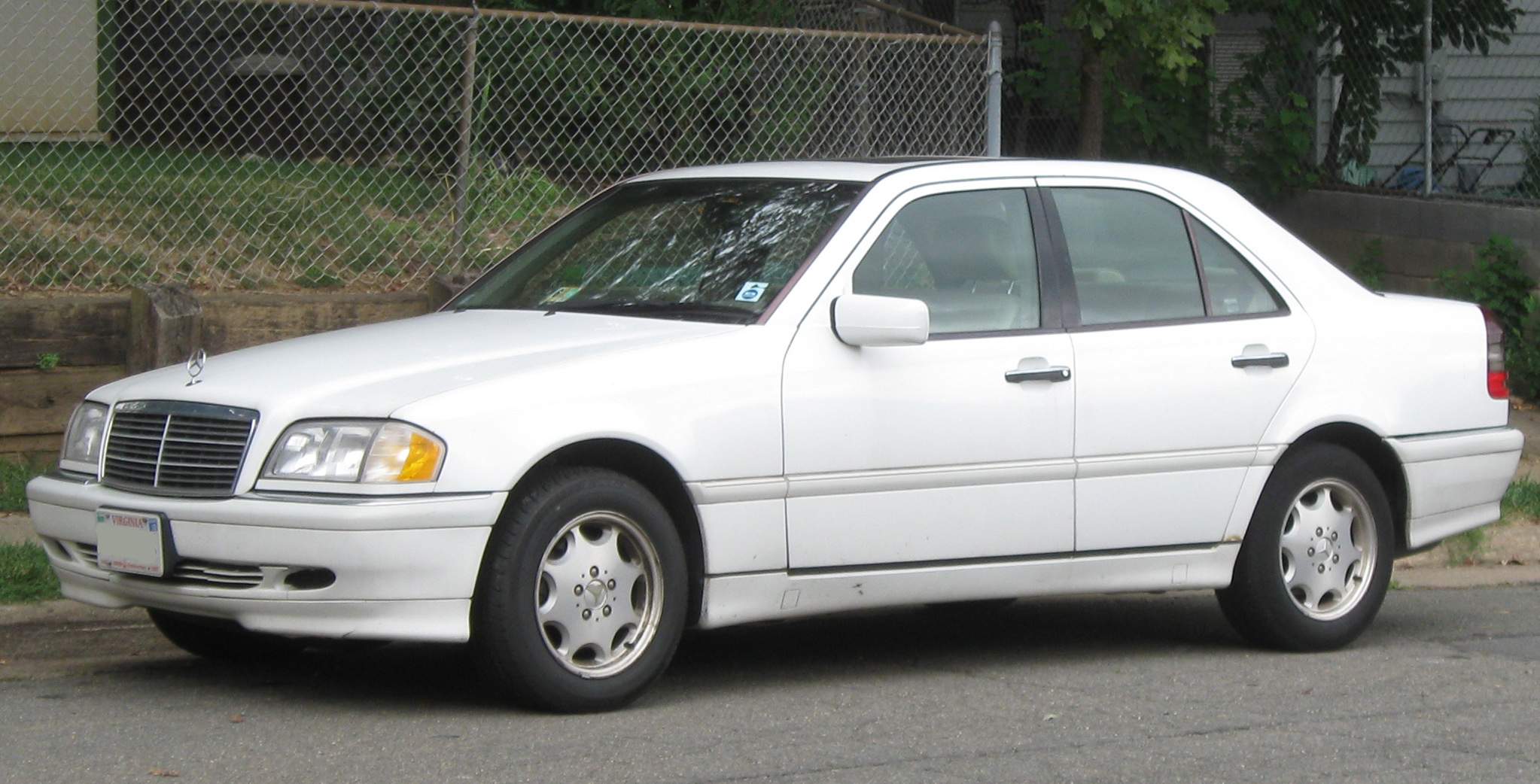
Mercedes-Benz C Class 梅赛德斯-奔驰C级 1999–2002 成套散件裝配 ?
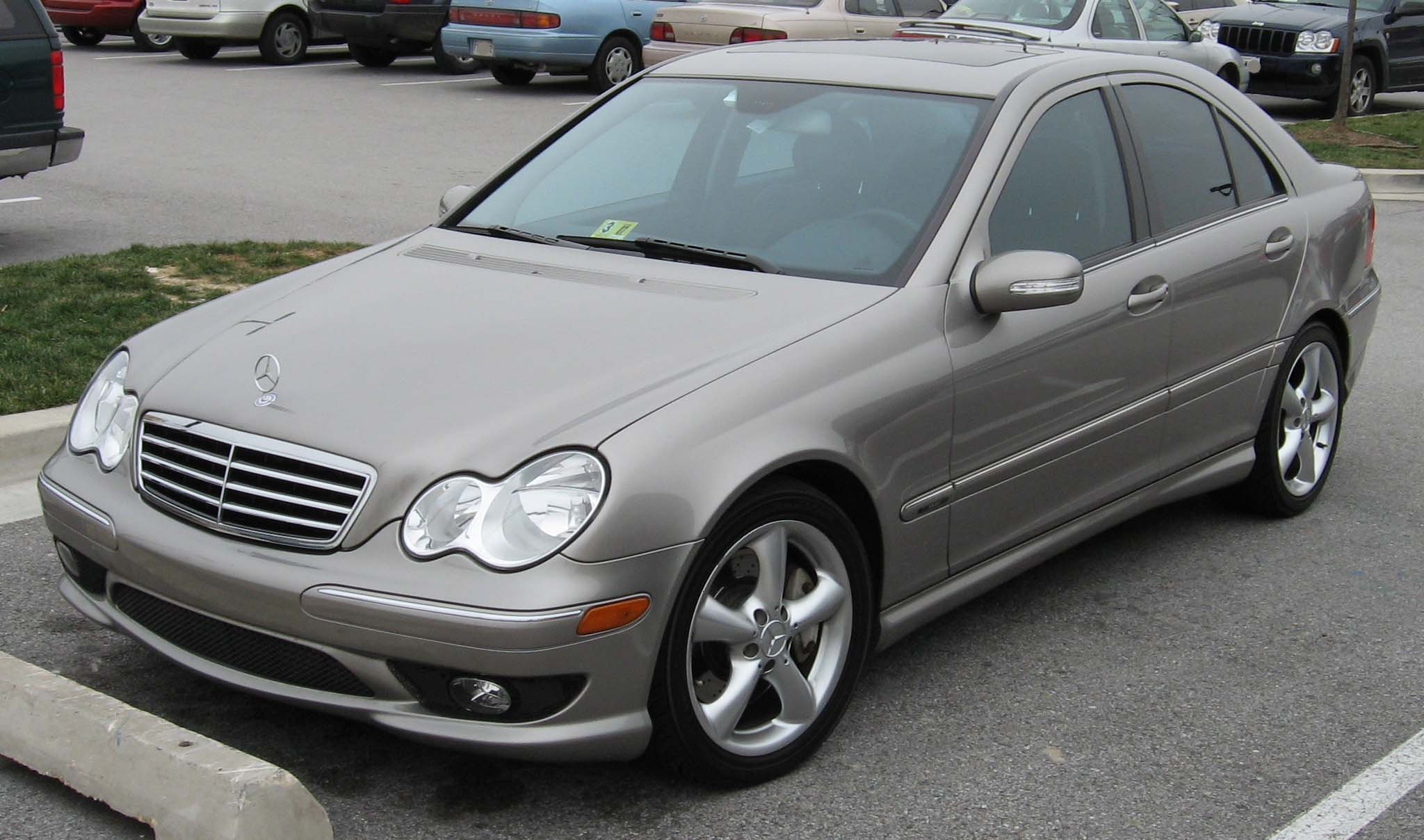
Mercedes-Benz C Class 梅赛德斯-奔驰C级 2002–2007 成套散件裝配 C180K C200K C240
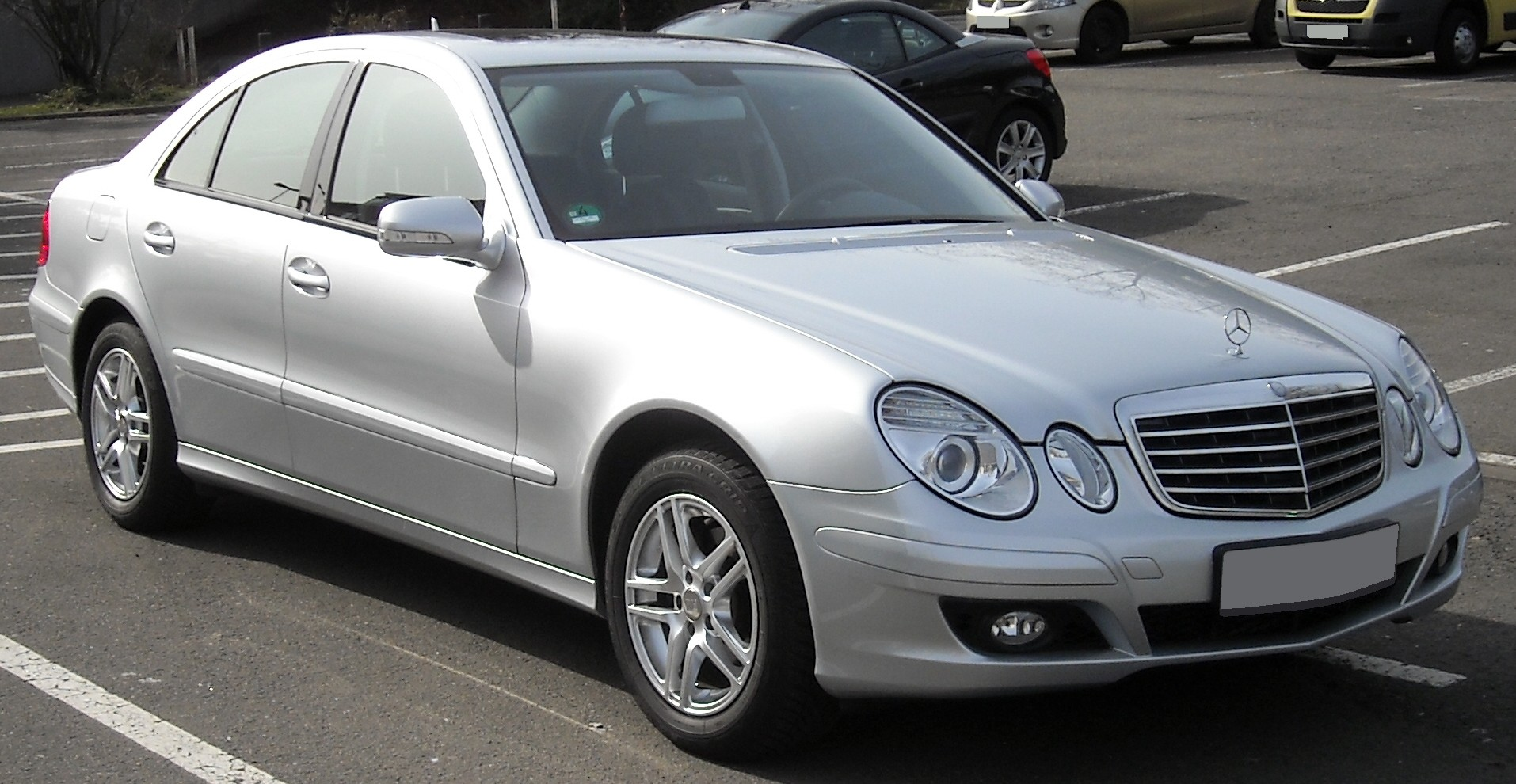
Mercedes-Benz E Class 梅赛德斯-奔驰E级 2002–2009 成套散件裝配 E200K E240 E320
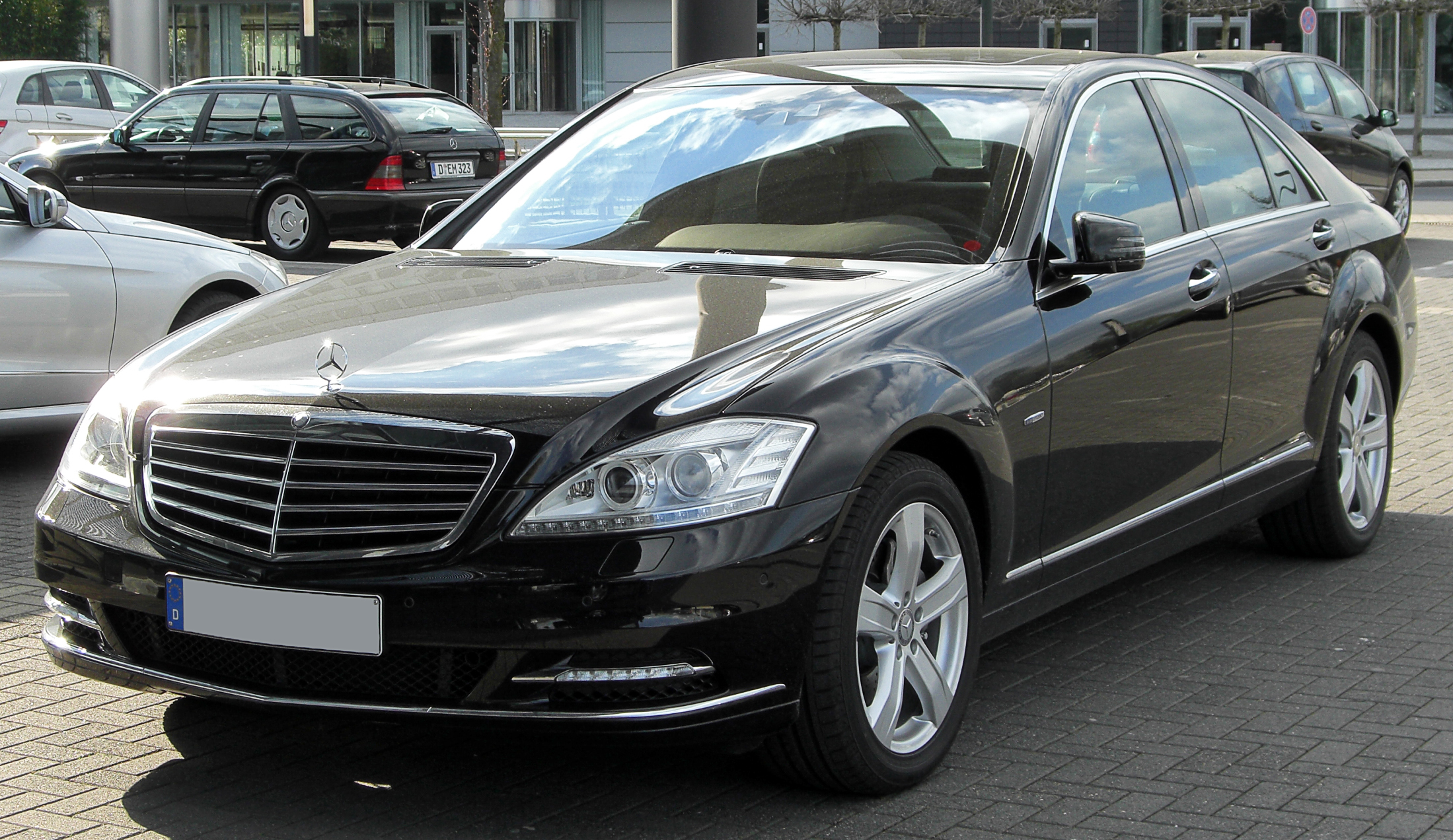
Mercedes-Benz S Class 梅赛德斯-奔驰S级 自2006年 半击昏裝配 S350 (5096 mm) S350L (5226 mm) S500 (5096 mm) S500L (5226 mm)
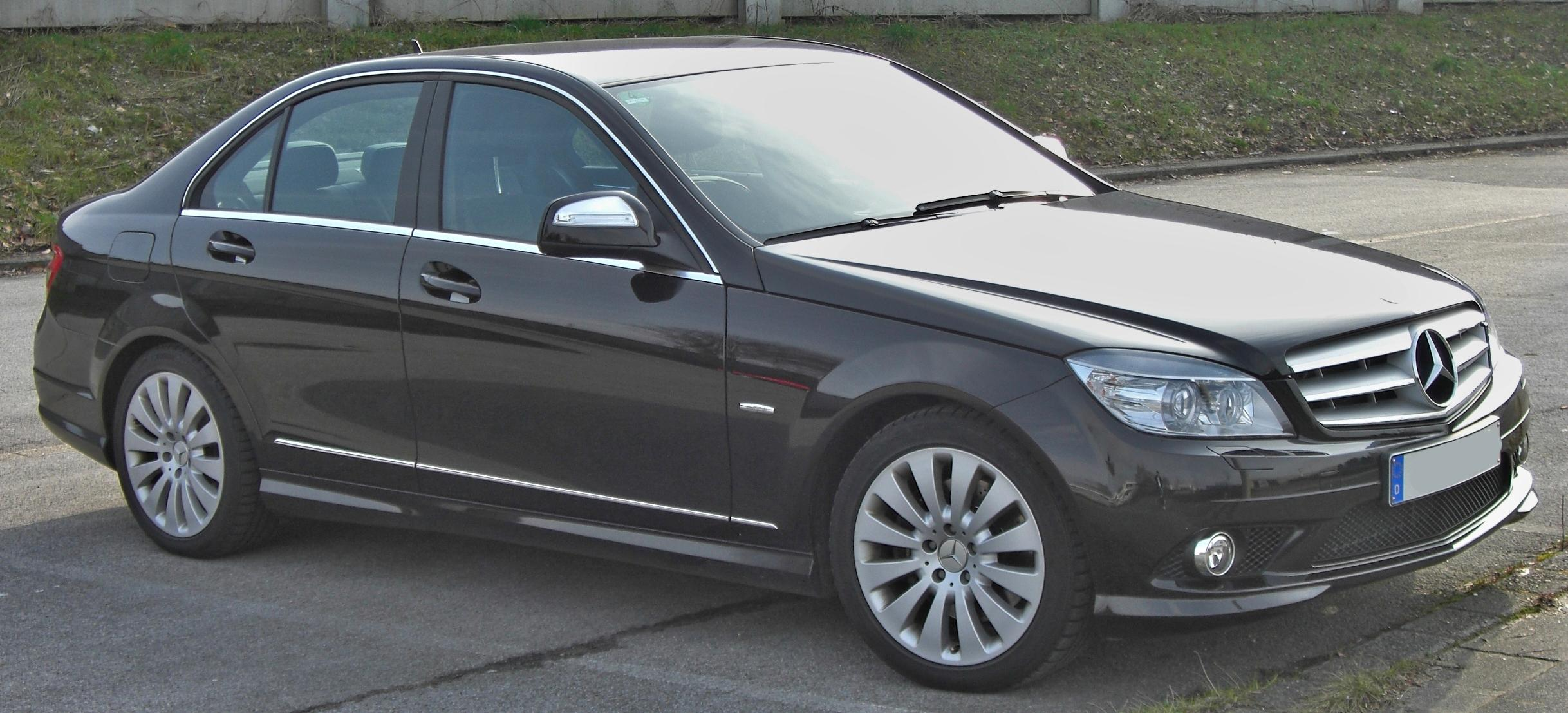
Mercedes-Benz E Class 梅赛德斯-奔驰E级
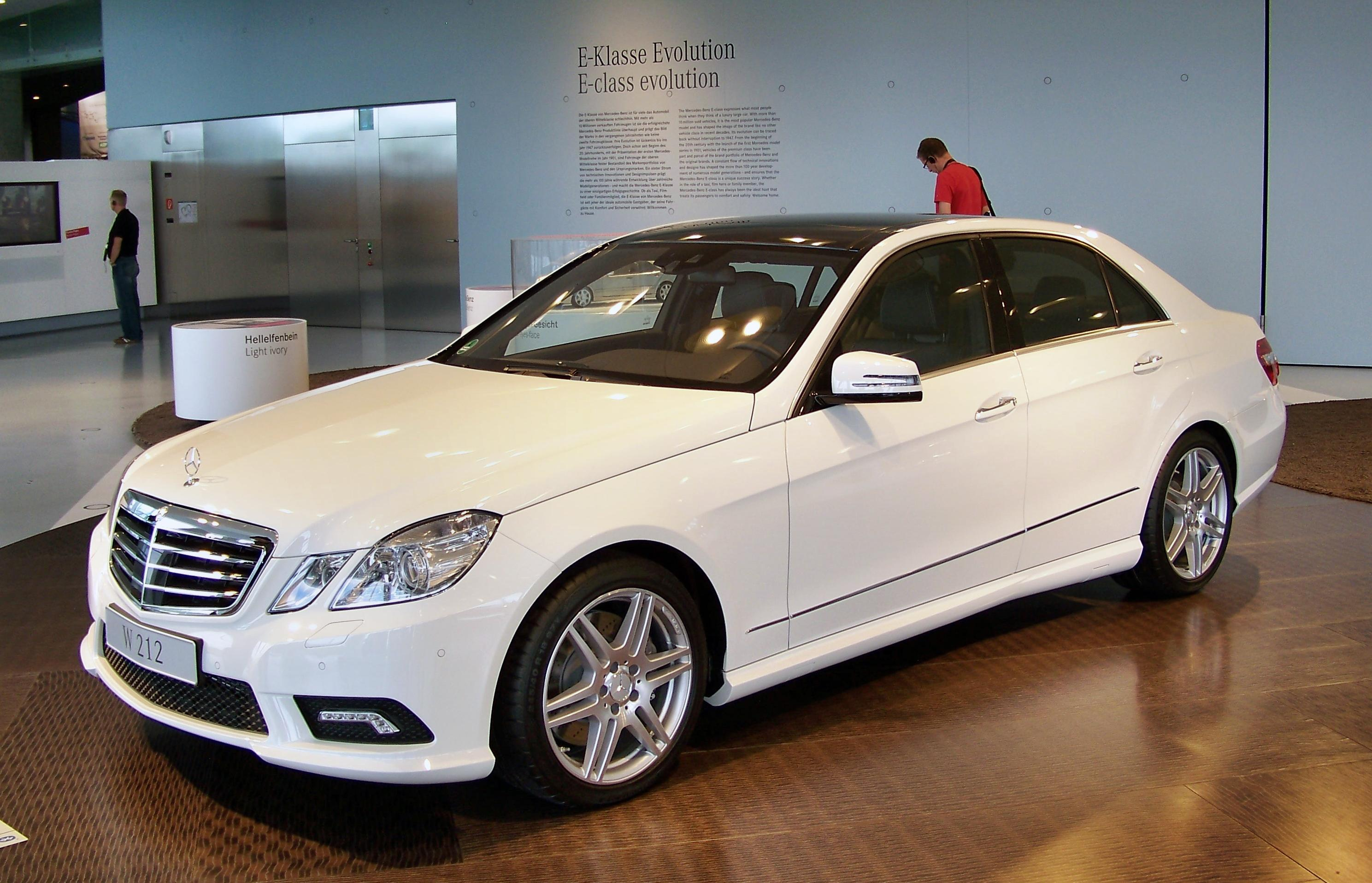
Mercedes-Benz E Class 梅赛德斯-奔驰E级 自2009年 半击昏裝配 E300
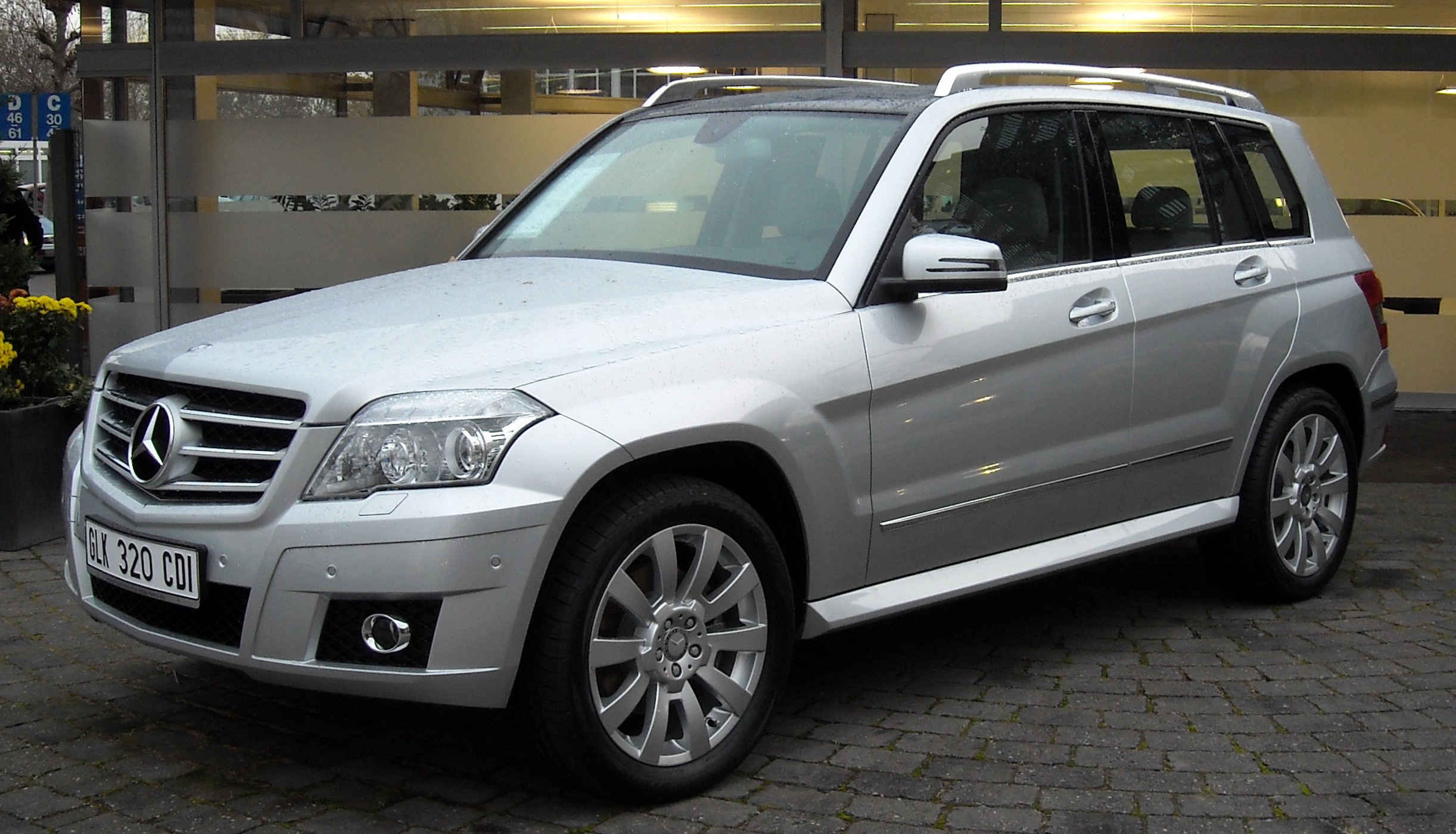
Mercedes-Benz GLK Class 梅赛德斯-奔驰GLK级 自2009年 半击昏裝配 GLK280 GLK300 GLK300 4MATIC
1997–2002
成套散件裝配

?
- Mercedes-Benz C Class
梅赛德斯-奔驰C级
1999–2002
成套散件裝配

?
- Mercedes-Benz C Class
梅赛德斯-奔驰C级
2002–2007
成套散件裝配

C180K
C200K
C240
- Mercedes-Benz E Class
梅赛德斯-奔驰E级
2002–2009
成套散件裝配

E200K
E240
E320
- Mercedes-Benz S Class
梅赛德斯-奔驰S级
自2006年
半击昏裝配

S350 (5096 mm)
S350L (5226 mm)
S500 (5096 mm)
S500L (5226 mm)
- Mercedes-Benz C Class
梅赛德斯-奔驰C级
自2007年
半击昏裝配

C180K Standard
C180K Elegance
C250 CGI Elegance
C250 CGI Avantgarde
C300 Avantgarde
- Mercedes-Benz E Class
梅赛德斯-奔驰E级
自2009年
半击昏裝配

E300
- Mercedes-Benz GLK Class
梅赛德斯-奔驰GLK级
自2009年
半击昏裝配

GLK280
GLK300
GLK300 4MATIC